# Isotoma anglicana
Isotoma anglicana is een springstaartensoort uit de familie van de Isotomidae. De wetenschappelijke naam van de soort is voor het eerst geldig gepubliceerd in 1862 door Lubbock.